# Зайцев, Сергей Иванович
Сергей Иванович Зайцев (25 сентября 1902, д. Горовастица, Щучинская волость, Осташковский уезд, Тверская губерния, Российская империя — 1975, Украинская ССР, СССР) — советский хозяйственный, государственный и партийный деятель.

## Биография
Родился в 1902 году в деревне Горовастица. Член КПСС с 1929 года.
С 1922 года — на хозяйственной, общественной и политической работе. В 1922—1966 гг. — пограничник, инженер, на хозяйственной работе в Ленинграде, инструктор, партийный организатор ЦК КП(б) Киргизии, первый секретарь Тянь-Шаньского обкома КП Киргизской ССР, секретарь ЦК КП(б) Киргизии по промышленности и строительным материалам, первый секретарь Ошского обкома КП(б)К, на партийной работе в Украинской ССР.
Избирался депутатом Верховного Совета Киргизской ССР 1-го созыва. Делегат XVIII съезда ВКП(б).
Умер в Украинской ССР в 1975 году.